# Gaio Quinzio Cincinnato
Gaio Quinzio Cincinnato (fl. IV secolo a.C.) è stato un politico e militare romano.

## Tribunato consolare
Nel 377 a.C. fu eletto tribuno consolare con Gaio Veturio Crasso Cicurino, Lucio Quinzio Cincinnato Capitolino, Publio Valerio Potito Publicola, Servio Sulpicio Pretestato, Lucio Emilio Mamercino.
Durante il tribunato Roma dovette far fronte alla solita minaccia dei Volsci, cui questa volta si erano uniti i Latini.
Organizzata la leva, l'esercito fu diviso in tre parti, uno a difesa della città, una a difesa della campagna romana, e il grosso fu inviato a combattere i nemici, agli ordini di Lucio Emilio e Publio Valerio.
Lo scontro campale si svolse nei pressi di Satrico e fu favorevole ai romani, nonostante la forte resistenza dei Latini, che dai romani avevano adottato le tecniche di battaglia. Mentre i Volsci si ritirarono ad Anzio, dove trattarono la resa, consegnando la città e le sue campagne ai romani, i Latini diedero fuoco a Satrico, e attaccarono Tuscolo, secondo loro doppiamente colpevole, perché città latina che aveva ottenuto la cittadinanza romana.
Mentre i Latini occupavano la città, i Tuscolani si ritirarono nella rocca, ed inviarono una richiesta d'aiuto ai romani. Questi inviarono immediati rinforzi agli ordini di Lucio
Quinzio e Servio Sulpicio, riuscendo a sconfiggere i Latini, ed a liberare la città alleata.